# Феміністична політична екологія
Феміністична політична екологія — феміністична дисципліна політичної екології, що спирається на теорії марксизму, постструктуралізму, феміністичної географії, екофемінізму та культурної екології. Дисципліна досліджує місце інтерсекційних соціальних відносин у політичному екологічному ландшафті, досліджуючи їх як чинник екологічних і політичних відносин. Конкретні сфери, на яких зосереджена феміністська політична екологія, це розвиток, ландшафт, використання ресурсів, аграрна реконструкція та трансформація села в місто. Феміністичні політичні екологині припускають, що стать є вирішальною змінною — по відношенню до класу, раси та інших вимірів політичного екологічного життя — у створенні доступу до природних ресурсів, контролю над ними та знань про них.
Феміністична політекологія об'єднує три гендеровані сфери: знання, екологічні права та екологічну політику й масову активність. Гендерні дослідження охоплюють підтримку здорового середовища вдома, на роботі чи в регіональних екосистемах. Гендерні екологічні права включають власність, ресурси, простір і законність. Гендерна екологічна політика та масова активність підкреслюють сплеск участі жінок у колективній боротьбі за їхні природні ресурси.

## Дослідження
Вивчення взаємозв'язку між середовищем, статтю та розвитком набуло важливості через реструктуризацію економіки, середовища та культури на глобальному та місцевому рівнях (Мітчелл 2000). Жінок і чоловіків розглядають як акторів та акторок, які впливають на управління навколишнім середовищем, використання ресурсів і створення політики для здоров'я та добробуту. Феміністична політична екологія не розглядає гендерні відмінності у впливі на навколишнє середовище як біологічно вкорінені. Вони є похідними від соціальних конструктів, які змінюються залежно від культури, класу, раси та географічного розташування, і змінюються з часом між окремими людьми та суспільствами. Ключовим моментом у розвитку підходу стала книга Феміністична політична екологія під редакцією Діанни Рошело, опублікована в Університеті Кларка в 1996 році. У книзі було показано, як використання навколишнього середовища та моделі праці обумовлені статтю, а також те, як певні екологічні проблеми особливо негативно впливають на жінок (Rocheleau et al. 1996). Ці занепокоєння здебільшого були відсутні у більш відомому томі політичної екології Екологія звільнення, яка була опублікована того ж року і також розроблена у Кларку (Peet & Watts, 1996).
У дослідженні Сільської федерації Zambrana-Chacuey та міжнародної неурядової організації ENDA-Caribe у Домініканській Республіці Діанна Рошело вивчає соціальне лісівництво в регіоні. Жінки задіяні в лісовій промисловості, але попередні дослідження (зведені цифри, «регіональні карти лісового господарства як зазвичай» (Rocheleau 1995: 460) не представляли «різні групи населення (диференційовані за статтю, класом, місцевістю та професією) в межах Федерації (p460)». Дослідження Рошело спирається на постструктуралізм, щоб «розширити наші відповідні часткові та ситуаційні знання через політику, науку, яка виходить за межі ідентичності до спорідненості, а потім працює від спорідненості до коаліцій» (стор. 459). Дослідження не припускає, що ідентичність людини визначає її, а натомість зосереджується на «спорідненості» (визначається як «на основі приналежності та спільних поглядів на інтереси, що можуть змінюватися з часом»). Мета цього полягала в тому, щоб «звернутися до жінок у контексті, в якому вони організувалися та об'єдналися» (стор. 461). Мета дослідження полягала у включенні жінок у загальне дослідження території таким чином, щоб віддати належне «екологічним і соціальним контекстам, які підтримують їхнє життя» (стор. 461), замість того, щоб відокремлювати їх від контексту, роблячи невидимими.
У дослідженні міського птахівництва в Ботсвані Еліс Дж. Говорка (2006) розглядає наслідки швидкої урбанізації для соціальних і екологічних відносин у рамках феміністської політичної екології. І чоловіки, і жінки залучені до питань розвитку та впливають на них, тому «гендер є невід'ємною частиною ключового елемента аграрних змін і трансформації села та міста» (Говорка 2006:209). До початку урбанізації соціально сконструйовані гендерні ролі відігравали величезну роль у гендерному досвіді ландшафту. Стать визначила різні ролі, обов'язки та доступ до ресурсів. Важливо зазначити, що хоча жінки Ботсвани отримали право голосу в 1966 році, вони залишаються виключеними з політичної влади. Гендерні питання рідко піднімаються в цій країні, де «потужні конвенції обмежують жіночу сферу домогосподарством, а жіночу автономію під опікою чоловіків» (с. 211). З урбанізацією землекористування стає більш доступним для жінок Ботсвани. Але дослідження показали, що «доступ жінок до соціального статусу та виробничих ресурсів залишається обмеженою порівняно з доступом чоловіків» (стор. 213). Традиційні гендерні ролі впливають на економічне становище жінок, їхній доступ до ресурсів і землі, освіту та ринок праці.
Аліса Бебан розширює ці концепції у своєму дослідженні землеволодіння в Камбоджі, яке застосовує гендерну призму. Її дослідження пов'язане з Конституцією Камбоджі та Законом про землю 2001 року, які розширили приватну власність на землю за правом власності на землю. Це означає, що власники землі без офіційних прав власності не мають прав на землю та ризикують втратити землю. У цій ситуації жінки більш вразливі. Чоловіки частіше є власниками землі, і якщо жінки перебувають у насильницьких стосунках, у них обмежений вибір, оскільки чоловіки володіють землею, на яку вони покладаються. Подібно до випадку з Ботсваною, у цій ситуації жінки мають менше політичної влади.
У 2009 році феміністська політична екологія зробила новий аналітичний поворот із публікацією Eco-Sufficiency & Global Justice: Women пишуть політичну екологію під редакцією Аріеля Саллеха. Див. аналіз Бонні Кім Скотт, «Виправлення неоліберального екологічного боргу» в журналі Australian Women's Book Review, том 22.1 (2010).

## Цитати
- Нові дослідження феміністської політичної екології переходять «від фокусу на вразливість жінок і замовчування гендерних і підлеглих знань до підкреслення глобального значення втілюваних жінками практик, нових соціальних рухів і спільних дій» — Стефані Бюхлер і Енн-Марі Гансон, 2015.
- «Феміністська політична екологія спрямована на аналіз гендерного досвіду та реакції на екологічні та політико-економічні зміни, які приносять із собою зміну засобів існування, ландшафтів, режимів власності та соціальних відносин» — Аліса Говорка, 2006.
- «Замість того, щоб „додавати жінок“ до стандартних методів емпіричного дослідження, можна було включити гендер як предмет дослідження, включити феміністичну постструктуралістську перспективу в дизайн дослідження та застосувати її до аналізу соціальних та екологічних змін у межах регіону» — Діанна Рошело, 1995.
- «Моя перша феміністична стаття була опублікована в результаті дослідження, яке я проводила наприкінці 1970-х років про статеві відмінності в міграції та соціальних змінах у сільській місцевості Пуерто-Рико. Це було пов'язано з тим, як сільська індустріалізація, що відображає політику розвитку США, впливала на те, хто залишились, а хто виїх. І як клас і стать перетинаються з моделями міграції в сільській місцевості Пуерто-Рико» — Ян Монк.

## Практичні приклади
- Феміністська політична екологія включає дослідження того, як доступ до води та стать пов'язані, особливо в країнах, що розвиваються. Гендерний мейнстрімінг сприяє зближенню проблем жінок і гендерної рівності з проектами щодо захисту та розвитку природних ресурсів.[5] Феміністська політична екологія прагне поставити під сумнів і поінформувати про те, як гендер та інші соціальні ярлики та класифікатори впливають на те, як люди ставляться до природного середовища та взаємодіють з ним, включаючи те, як люди мають доступ до води.[6]